# VY Sculptoris-variabel
VY Sculptoris-variabeln är en typ av kataklysmisk variabel som kallas novaliknande variabel (NL). Det är frågan omstjärnor som påminner om novor eller dvärgnovor i spektrum eller ljusvariationer, men även variabler med novaliknande utbrott och objekt som inte observerats i utbrott men har små ljusvariationer som påminner omfluktuationerna hos gamla novor som haft utbrott. Noggrannare observationer leder ibland till att variabler klassificeras om från denna kategori.
Också  UX Ursae Majoris-variablerna och AM Herculis-variablerna räknas till de novaliknande variablerna.
Stjärnor som tillhör VY Sculptoris-typen (NL/VY) är kataklysmiska variabler av dubbelstjärnor med en het och luminiös vit dvärg, som med oregelbundna intervaller genomgår förmörkelser på ett eller flera magnituder på grund av låg massöverföring. Förmörkelserna kan pågå från några dygn till flera år. Omloppsperioden för dubbelstjärnans komponenter är vanligen 0,12 – 0,18 dygn.
Variabeltypen kallas ibland anti-dvärgnova eftersom stjärnorna företer novalika utbrott, men med rejäla försvagningar av ljusstyrkan, precis som RCB-variablerna, istället för spektakulära utbrott där ljusstyrkan ökar.

Prototypstjärnan VY Sculptoris har visuell magnitud +11,8 och kan vid förmörkelsen bli så pass ljussvag som magnitud +18,6.